# Radoišće
Radoišće is een plaats in de gemeente Sveti Ivan Zelina in de Kroatische provincie Zagreb. De plaats telt 295 inwoners (2001).